# Ian Redford
Ian Redford (Perth, 15 aprile 1960 – Irvine, 10 gennaio 2014) è stato un allenatore di calcio e calciatore scozzese, di ruolo centrocampista.

## Carriera

### Giocatore
In carriera ha totalizzato complessivamente 33 presenze e 10 reti nelle competizioni UEFA per club.

## Palmarès

### Giocatori

#### Competizioni nazionali
- Scottish Championship: 2

Dundee: 1978-1979
Raith Rovers: 1994-1995
- Coppa di Scozia: 1

Rangers: 1980-1981
- Coppa di Lega scozzese: 4

Rangers: 1981-1982, 1983-1984, 1984-1985
Raith Rovers: 1994-1995